# Iñaki Vergara
Iñaki Vergara Iríbar (Ondárroa, Vizcaya, 26 de enero de 1962) es un exfutbolista español que se desempeñaba como portero. 
Desde 2007, cuando se incorporó al Swansea City, forma parte del cuerpo técnico del catalán Roberto Martínez y actualmente es el entrenador de porteros de la selección de Portugal.

## Trayectoria

### Como futbolista
Se formó como futbolista en las categorías inferiores del Athletic Club, siendo llamado por la selección española juvenil en la campaña 1979-80. Esa misma temporada, Javier Clemente le convocó para algún partido del Bilbao Athletic, aunque nunca llegó a debutar en el filial. Durante su etapa como juvenil, el equipo vasco estaba inmerso en la búsqueda del sucesor de José Ángel Iribar, que se había retirado en diciembre de 1979. En el verano de 1980, el club vizcaíno incorporó a tres jóvenes porteros como Andoni Zubizarreta (1961), Patxi Iru (1962) y Juanmi Garita (1959). El Athletic, además, tenía a Andoni Cedrún (1960) a punto de dar el salto al primer equipo. Iñaki permaneció en el equipo juvenil en la campaña 1980-81, aunque Patxi Iru fue el titular habitual. Por tanto, una vez finalizada su etapa como juvenil, tuvo que abandonar el equipo rojiblanco en busca de minutos.
En 1982 firmó por el Aurrera de Ondarroa de Tercera División, con el que debutó en Copa del Rey.En verano de 1983 fichó por el Deportivo Alavés de Segunda B, donde se consolidó como titular en su tercera temporada.Tras el descenso administrativo del club vitoriano, en 1986, fichó por el Real Murcia de Primera División. El 31 de agosto debutó, en Primera División, en una derrota frente al Real Madrid (1-3). Amador fue expulsado en el minuto 89 y Vergara debutó encajando el lanzamiento de falta de Hugo Sánchez.Se ganó la titularidad para los últimos dos meses de Liga y las seis primeras jornadas de la campaña 1987-88. En 1989 firmó por la Real Sociedad, tras haber jugado sólo un partido en la temporada 1988-89. En el equipo donostiarra fue suplente de Jose Luis González durante dos años. En 1991 se marchó al CD Logroñés, donde estuvo a la sombra de Julen Lopetegui durante tres temporadas. En la campaña 1994-95, tras la marcha de Julen, jugó casi una veintena de partidos alternando con José Manuel Ochotorena. Tras el descenso del club riojano, decidió retirarse del fútbol profesional.

### Como entrenador de porteros
Comenzó su carrera como entrenador de porteros en las categorías inferiores del Athletic Club, entrenando a los porteros del Bilbao Athletic, CD Basconia o el Juvenil hasta 2005.De cara a la temporada 2005-06, José Luis Mendilibar apostó por él y lo colocó como entrenador de porteros del Athletic Club, siendo el sucesor de Walter Junghans. Tras el cese de Mendilibar, continuó realizando la misma labor con Javier Clemente.En julio de 2006 se marchó del club después de que Félix Sarriugarte le sustituyera por Carlos Meléndez.
En noviembre de 2006, tras unos meses de descanso, acompañó a Quique Setién en Guinea Ecuatorial.Tras la rápida de marcha de Setién, en febrero de 2007, le llegó la oportunidad de empezar a trabajar con Roberto Martínez en el Swansea City de League One gracias a Iñaki Ibáñez, representante de Mendilibar. Desde entonces, se convirtió en parte de su cuerpo técnico y le acompañó en todos sus destinos: Wigan Athletic (2009-13), Everton (2013-16), Selección de Bélgica (2016-22), Selección de Portugal (2023).

## Clubes
| Club                    | País   | Año       |
| ----------------------- | ------ | --------- |
| Aurrera Ondarroa        | España | 1982-1983 |
| Deportivo Alavés        | España | 1983-1986 |
| Real Murcia C. F.       | España | 1986-1989 |
| Real Sociedad de Fútbol | España | 1989-1991 |
| C. D. Logroñés          | España | 1991-1995 |

## Vida personal
Es tío de los futbolistas Lander e Iker Guarrotxena.